# Виера, Юсниер
Юсниер Виера Ромеро (исп. Yusnier Viera Romero; род. 26 апреля 1982, Бехукаль, Куба) — кубино-американский математик, быстросчётчик, мировой рекордсмен в области устного календарного исчисления. 31 октября 2005 года он в первый раз побил мировой рекорд скорости календарных расчётов.
На мировом чемпионате по вычислениям в уме в 2006 году он занял четвёртое место, в 2010 году — шестое место, победив в категории календарных расчётов в 2010 году, получил золотую медаль чемпиона мира. В 2010 году установил мировой рекорд по календарным расчётам. Виера принимал участие в передачах на телевизионном канале CNN и снимался на канале Discovery Channel в серии «Сверхчеловеческие способности». В 2012 году он опубликовал книгу «Базовый курс расчётов в уме и мастер таблицы умножения».
C 2005 по конец 2007 года Виера был профессором численного анализа факультета математики и информатики Гаванского университета. В конце 2007 года он выехал в США. В настоящее время проводит курсы по тренировке умственных способностей.

## Участие в соревнованиях
Выиграл I, II, III кубинские чемпионаты по вычислению в уме. Обладатель шести существующих национальных рекордов в каждом из 6 видов конкурса.
Участвовал в II мировом чемпионате по вычислениям в уме (4 ноября 2006 года), состоявшемся в городе Гисен (Германия), где он завоевал 4-е место в общем зачёте среди 37 участников, завоевал лучшее места среди представителей американского континента в истории этих соревнований.
Участвовал в Первом мировом чемпионате по памяти (апрель 2007 года), состоявшемся в Мурсии (Испания), где он завоевал 3-е место в категории запоминания за 1 секунду, заняв 9-е место в общем зачёте соревнований.
Участвовал в IV мировом чемпионате по вычислениям в уме (6—7 июня 2010 года), состоявшемся в городе Магдебург (Германия), где он завоевал золотую медаль в категории расчёта календарных дат и стал новым чемпионом мира. Кроме того, занял 6-е место среди 40 участников, вновь достигнув лучшего места для Латинской Америки среди представителем в этом конкурсе.
Принял участие во II олимпиаде, состоявшейся в городе Анталья (Турция) в ноябре 2012 года.

## Установленные достижения
- 31 октября 2005 года: два мировых рекорда в устном счёте в категории календарных дат.
  - Расчёт дня недели 20 дат (2000—2099 годы):
    - Прежний рекорд: 24,94 секунды (Маттиас Кессельшлагер, Германия).
    - Первый новый рекорд: 23,20 секунды (Юсниер Виера).
    - Второй новый рекорд: 19,80 секунды (Юсниер Виера).

  - Расчёт дня недели в диапазоне 1600—2100 годов за 1 минуту:
    - Прежний рекорд: 33 даты (Маттиас Кессельшлагер, Германия).
    - Новый рекорд: 42 даты (Юсниер Виера).

- 18 декабря 2006 года: два мировых рекорда — расчёт дня недели в диапазоне 1600—2100 годов за 1 минуту:
  - Прежний рекорд: 45 дат (Маттиас Кессельшлагер, Германия).
  - Первый новый рекорд: 53 даты (Юсниер Виера).
  - Второй новый рекорд: 56 дат (Юсниер Виера).
- 5 декабря 2009 года — расчёт дня недели в диапазоне 1600—2100 годов за 1 минуту (Майами, США):
  - Прежний рекорд: 56 дат (Юсниер Виера).
  - Новый рекорд: 59 дат (Юсниер Виера).

- 4 декабря 2010 года, три мировых рекорда (Майами, США):
  - Расчёт дня недели в диапазоне 1600—2100 годов за 1 минуту:
    - Прежний рекорд: 78 дат Ян ван Конингсвельд, Германия).
    - Новый рекорд: 93 даты (Юсниер Виера).

  - Расчёт дня недели 20 дат (2000—2099 годы):
    - Прежний рекорд: 12,72 секунды (Freddis Reyes, Куба).
    - Первый новый рекорд: 10,76 секунды (Юсниер Виера).
    - Второй новый рекорд: 10,44 секунды (Юсниер Виера).
    - Третий новый рекорд: 9,37 секунды (Юсниер Виера).
    - Четвёртый новый рекорд: 9,04 секунды (Юсниер Виера).
    - Пятый новый рекорд: 8,05 секунды (Юсниер Виера).

  - Расчёт дня недели всех дат текущего года:
    - Прежний рекорд: 214 секунд (Маттиас Кессельшлагер, Германия).
    - Новый рекорд: 191,44 секунды (Юсниер Виера).